# Celaetycheus fulvorufus
Celaetycheus fulvorufus är en spindelart som beskrevs av Franganillo 1930. Celaetycheus fulvorufus ingår i släktet Celaetycheus och familjen Ctenidae.
Artens utbredningsområde är Kuba. Utöver nominatformen finns också underarten C. f. afoliatus.